# 倫瑙

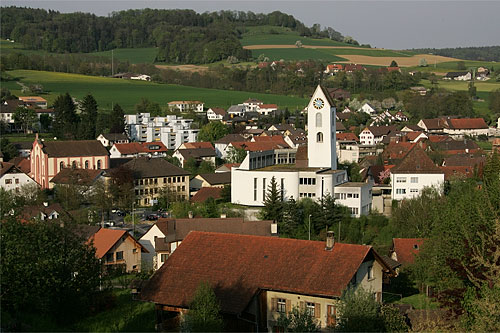

倫瑙是瑞士的一个镇，位於該國北部，由阿爾高州負責管轄，面積12.67平方公里，海拔高度415米，2012年人口2,556，六成人口信奉羅馬天主教，人口密度每平方公里202人。